# Detención de Rafael Caldera
La detención de Rafael Caldera, líder del partido Copei y futuro candidato presidencial, sucedió el 20 de agosto de 1957, cuando el aparato judicial de la dictadura de Marcos Pérez Jiménez lo arrestó hasta enero de 1958, impidiendo que se presentara a las anunciadas elecciones presidenciales de ese año, las cuales se cancelaron, transformándose en un plebiscito sobre la permanencia de Pérez Jiménez.

## Contexto histórico
Hacia el final de la dictadura de Marcos Pérez Jiménez, existía un clima de malestar y descontento social; los partidos Acción Democrática (AD) y Unión Republicana Democrática (URD) habían sido proscritos y sus líderes en el exilio, Rómulo Betancourt, y Jóvito Villalba, respectivamente, apoyaron la candidatura de Rafael Caldera tras el anuncio de próximas elecciones presidenciales que debían realizarse en diciembre de 1957, a la que se había sumado el Partido Comunista (PCV), por lo cual Caldera pasó a ser considerado el futuro representante de la candidatura unitaria de la oposición a Pérez Jiménez.

## Historia
Tras un clima de hostilidad hacia Copei y Rafael Caldera, este fue puesto tras las rejas el 20 de agosto de 1957. Luis Piñerúa Ordaz denunció su detención.  Su familia tuvo que recurrir a la Iglesia católica como intermediaria para que el gobierno admitiera su detención. Durante este tiempo Caldera no sufrió torturas.

### Liberación
El 24 de diciembre de 1957, tras el plebiscito de diciembre, Caldera fue llevado frente al ministro Laureano Vallenilla Planchart, quien le comunicó su destierro del país; debía irse antes del 10 de enero de 1958, por lo que se asiló en secreto en la Nunciatura. Lo fueron a buscar en vano a su casa el día de año nuevo. Fue expulsado finalmente el 19 de enero, y optando por el exilio en Estados Unidos. Ese mismo mes el dictador Pérez Jiménez fue derrocado, volviendo Caldera al país de inmediato.